# Francisco Romero Blanco
Francisco Romero Blanco (San Pedro de Tállara, 21 de octubre de 1838 - Noya, 21 de noviembre de 1918) fue un médico, catedrático, Rector de la Universidad de Santiago y senador español.

## Biografía
Nacido en Tállara en 1838, estudió en el seminario de Santiago y posteriormente realizaría estudios de medicina en la Universidad de Santiago. En 1867 se doctoró en Madrid, con una tesis titulada De la Medicina considerada como ciencia y como arte. A lo largo de su carrera se involucró en la cuestión del evolucionismo, materia sobre la cual defendía una posición concordista: si bien aceptaba la evolución en el caso de los animales, no era así para con el hombre. Siendo ya profesor de la Facultad de medicina de Santiago, en 1872 fue elegido catedrático de anatomía —en sustitución de Francisco Freire Barreiro— durante unas elecciones muy reñidas.
Ejerció como rector de la Universidad de Santiago por tres veces: en 1891-1893, en 1896-1897 y en 1900-1903.
Autor de numerosas obras de medicina, fue también colaborador de publicaciones periódicas como El Eco de Santiago, El Fin del Siglo, El Zumbido, El Alcance, el Diario de Galicia o la Gaceta de Galicia, así como con las publicaciones en lengua gallega O tío Marcos da Portela y O Novo Galiciano.

## Obras
- De la Medicina considerada como ciencia y como arte (1867)
- La herencia simia del hombre (1877)
- La herencia del primer pecado según la ciencia y la carta de un cura (1877)
- Tratado de Angio-neurología o sistema vascular y nervioso considerados paralelamente en su parte anatómico-filosófica (1869)
- Programa razonado de Anatomía General y Descriptiva (del 2º curso principalmente) (1871)
- Ensayo de angilogía anormal: casos de notable anomalía del sistema vascular (1875)
- Programa de anatomía humana: normal y fisiológica, general y descriptiva (1884)
- La vida en todas sus manifestaciones (1891)
- Ley de transacción orgánica (1892)
- La mano (1892)